# .45 ACP
Naboj .45 ACP (tudi 11,43×23) je nastal v ZDA v delavnicah Johna Browninga za potrebe Kopenske vojske ZDA. V uporabo je prišel leta 1911, skupaj s pištolo Colt M1911. Kasneje so ta naboj uporabili tudi za brzostrelke, med katerimi je najbolj zaslovela Thompson M1921. Zaradi ameriškega izvora je naboj obdržal poimenovanje v inčih (0,45 inča).
Naboj ima veliko ustavno moč, zaradi česar je bil dolgo priljubljen pri policijskih enotah. Velik kaliber krogle povzroča hitro zaustavljanje v telesu, zaradi česar je primeren za urbano bojevanje, saj onemogoča prestrele. Danes ga sicer kljub temu zamenjujeta naboja manjšega kalibra 9x19 in .40, kar je posledica majhne kapacitete okvirja pri naboju .45 in velikim stroškom izdelave naboja. Zaradi velikega kalibra je neučinkovit tudi proti zaščitnim jopičem. Še danes je naboj zaradi relativno majhnega odsuna in velike moči izjemno priljubljen med športnimi strelci.
V naboju se lahko uporablja krogle različnih mas, kar pomeni zelo različne hitrosti izstrelkov. Povprečna vojaška polnooplaščena krogla mase 14,7 g (230 gr) ima hitrost na ustju cevi okoli 260 m/s.

## Orožje
- American Derringer Semmerling LM4
- AMT Hardballer
- Ballester-Rigaud
- Ballester-Molina
- Beretta 8045 Cougar
- Beretta Cx4 Storm
- Bersa Thunder 45
- Colt M1911 & M1911A1
- CZ-97B
- Zigana C45
- karabinka De Lisle
- Detonics
- Downsizer Corporation WSP
- FP-45 Liberator
- Glock 21, Glock 30, Glock 36
- H&K HK45
- Heckler & Koch USP
- H&K SOCOM MK23
- H&K P7M7
- H&K UMP45
- Hi-Point .45 ACP
- Kahr Arms P45
- Kahr Arms PM45
- Kimber
- IMI Uzi
- La France M16K
- LAR Grizzly Win Mag
- M1911
- M1917 revolver
- M3 »Grease Gun«
- MAC-10
- Marlin Camp 45
- Para-Ordnance
- Randall M1911A1
- Reising
- Rock Island Armory/Armscor (Philippines)
- Ruger P345
- Ruger P90
- S&W .45 Hand Ejector US Service Model of 1917
- S&W Model 25-2
- S&W Model 625
- S&W Model 625 Mountain Gun
- S&W 1917
- S&W SW99
- S&W M&P45
- SIG P220
- SIG P245
- Springfield Armory XD-45
- Star Megastar
- Star Model PD
- Taurus
- TDI KRISS Super V
- Thompson
- Webley Mark VI